# Nu Shooz
I Nu Shooz sono un gruppo musicale R&B statunitense fondato dai coniugi John Smith e Valerie Day, con sede a Portland. Hanno pubblicato quattro album negli Stati Uniti durante gli anni ottanta. Il loro terzo album, Poolside, ha portato il loro genere ad un pubblico più ampio.

## Storia del gruppo
I Nu Shooz sono stati fondati nel 1979 con una formazione che originariamente comprendeva 12 membri. Questa incarnazione del gruppo ha pubblicato l'album di debutto, Can't Turn It Off, nel 1982. Sebbene l'album abbia avuto un successo limitato, la band ha continuato a suonare negli anni a seguire, riducendo la sua formazione a sette membri. 
Al suo interno è contenuta la loro canzone più popolare, I Can't Wait, originariamente pubblicato a Portland nell'aprile 1985 mediante la Poolside Records, ma inizialmente loro erano stati rifiutati da tutte le etichette. La sessione originale è avvenuta al Cascade Recording a Portland nell'autunno 1984 ed è stata anche inclusa nel secondo album scarsamente dispensato della band, Tha's Right, nel 1985. Hanno fatto una copia della canzone nei Paesi Bassi, dove è stata remixata da Peter Slaghuis e viene conosciuta come "The Dutch Mix". Il remix è stato importato negli Stati Uniti all'etichetta olandese Injection Records, cui attirò l'attenzione dell'Atlantic Records, che firmò un contratto con la band nel gennaio 1986.
Questo singolo si piazza al primo posto nella Billboard Hot Dance Club Party, al secondo posto nella classifica R&B, e al terzo posto nella Billboard Hot 100 nel 1986. Nel Regno Unito si piazza invece al secondo posto, e raggiunge anche la Top 20 negli altri paesi europei, tra cui in Italia, dove si piazza alla decima posizione. Altro singolo di una certa rilevanza è Point of No Return, che è stata remixata successivamente da Shep Pettibone e ha anche raggiunto la vetta della classifica dance nel settembre 1986; la canzone raggiunse il 28º posto della Hot 100 e il 35º posto della classifica R&B. Entrambi i singoli stavano nell'album Poolside, che si classificò al 27º posto nella Billboard 200, e vendette 500.000 copie negli Stati Uniti, ottenendo il disco d'oro della certificazione Recording Industry Association of America il 2 ottobre 1986.
Nel 1987, ricevono la nomination al Grammy Award al miglior artista esordiente, per il successo riscosso l'anno precedente, ma perso nella volata finale contro Bruce Hornsby & the Range. Nel 1988 pubblicano l'album Told U So, cui canzone Should I Say Yes? raggiunse il 17º posto nella classifica R&B e il 41º posto nella Hot 100, mentre l'altra traccia Are You Lookin' for Somebody Nu ha raggiunto il secondo posto nella classifica dance; invece l'album stesso ha raggiunto il 93º posto nella Billboard 200. Time Will Tell doveva essere il primo singolo estratto dal terzo album per Atlantic chiamato originariamente Eat & Run, che però non verrà mai pubblicato.
Nel 2007, i Nu Shooz sono stati inseriti nell'Oregon Music Hall of Fame. Nello stesso anno Smith e Day formarono una band di supporto chiamata "Nu Shooz Orchestra" con un genere che chiamarono Jazz-Pop-Cinema. Nel 2010 hanno pubblicato l'album Pandora's Box con due video musicali per le canzoni Spy vs Spy (diretto da Mike Wellins) e Right Before My Eyes (animato dal loro figlio Malcolm Smith). L'anno seguente I Can't Wait è stata campionata da Mann nella sua hit Buzzin'. 
Nel 2012, la band ha pubblicato Kung Pao Kitchen, un ritorno alle origini. Un anno dopo tutti i membri originari si sono riuniti dal vivo per la prima volta dopo 20 anni all'evento a tema anni '80 Super Freestyle Explosion. Nel 2015 le Icona Pop hanno pubblicato una cover di I Can't Wait per lo spot pubblicitario di Target.
I Nu Shooz continuano a registrare ed esibirsi, anche mediante la pubblicazione dell'album Bagtown nel 2016.

## Discografia

### Album
- 1982 – Can't Turn It Off  (Nebula Circle)
- 1985 – Tha's Right (Poolside)
- 1986 – Poolside (Atlantic Records)
- 1988 – Told U So (Atlantic Records)
- 2010 – Pandora's Box (NSO Music)
- 2012 – Kung Pao Kitchen (NSO Music)
- 2016 – Bagtown (NSO Music)

### Singoli
- 1985 – I Can't Wait
- 1985 – Goin' Too Far
- 1986 – I Can't Wait (The Dutch Mix)
- 1986 – Point of No Return
- 1986 – Don't Let Me Be the One
- 1988 – Should I Say Yes
- 1988 – Are You Lookin' for Somebody Nu
- 1988 – Driftin'
- 1992 – Time Will Tell